# Шомвуква
Шомву́ква (Шом-Вукова, Шом-вуков, Шомбуква) — река в России, протекает по Республике Коми. Устье реки находится в 274 км от устья Выми по левому берегу. Длина реки составляет 78 км.

## Этимология названия
Очевидна связь названия реки со словами коми шом — «уголь» и коми -ва — «вода, река». Слог «вук» вероятен от глагола коми вукны — вырываться наружу, рвать, исходить чем-либо. Таким образом, Шомвуква — «исходящая углем вода».

## История и полезные ископаемые
При впадении Шомвуквы в Вымь вологодский губернский прокурор Тертий Борноволоков в 1806 г. обнаружил горючие сланцы, которые местные называли доманитом, а также каменный уголь и нефть. Однако он называл это место впадением речки Ухты в реку Вымь, что соответствует Российскому атласу 1745 года.
Вологодской губернии, Я́ренской округи разстоянием от уезднаго города верстах в седми стах, где речка Ухта впадает в реку Вымь, со дна оных и из берегов состоящих из флецовых гор, добывают шифер, которой как тутошними, так и всего края жителями называется доманит. От куда и от чего произошло сие наименование, доведаться я не мог, а может быть, не имеет ли оно своего начала в языке зырян, обитателей тамошняго края.
Не удивительно, что доманит или сей описываемой мною шифер так горюч, и столько напитан смолянистыми частями. Два унца сего горнаго масла, по перегонке дали мне довольно хорошаго подобия нефти 2 ½ драхмы и воды две драхмы.
По открытии шифера сего и горнаго масла, соображение заставило меня догадываться, что там должен быть каменной уголь: догадка моя впрочем на правилах минералогических основанная, была справедлива; ибо и подлинно каменнаго угля там изобильно; но жители тутошние рачительно скрывают оной, опасаясь разработки: – однакоже успел я достать небольшее количество и угля тамошняго, которой по испытанию моему и сравнению хотя не столь хорошаго качества, как англинской, но многим лучше шотландскаго, ибо горит жарчее и долее; а как обыкновенно верхней слой онаго всегда бывает не столь добротен, то и можно надеяться, что при разработке достигли бы до лучшаго. Тогда в Архангельске, как тамошнее Адмиралтейство, так и хозяева сахарных заводов, может статься не имели бы надобности платить Англии за уголь дорогую цену; ибо как речка Ухта впадает в Вымь, сия в Вычегду, а оная в Северную Двину, то до Архангельска доставление водяным путем удобно и не дорого.Тертий Борноволоков
Борноволоков писал в 1809 г.: «Самояды объявляют о речке Ухте <при которой бывал некогда завод для добывания нефти>, впадающей в реку Ижму; но Ижма выходит из Устьсысольской округи, и не касаясь Я́ренской, протекает Архангельской губернии в Мезе́нскую округу, и там впадает в реку Печеру: об Ухте же по достоверным сведениям известно, что она впадает в реку Вымь с левой стороны течения оной. А потому, или показание самоядов неверно, или в Архангельской губернии есть другая речка Ухта». Последнее предположение и являлось верным, так как существовал во́лок, соединяющий верховья Шомвуквы с Ухтой, он находился у исчезнувшей деревни Переволо́к на реке Ухте и мог привести к заблуждению, что Шомвуква также является рекой Ухтой.

## Основные притоки
- Тэвъёмъю слева в 20 км от устья
- Мадмас справа в 27 км от устья
- Яйю слева в 43 км от устья
- Бадьёль справа в 64 км от устья

## Данные водного реестра
По данным государственного водного реестра России относится к Двинско-Печорскому бассейновому округу, водохозяйственный участок реки — Вычегда от города Сыктывкар и до устья, речной подбассейн реки — Вычегда. Речной бассейн реки — Северная Двина.
Код объекта в государственном водном реестре — 03020200212103000021128.